# شهرستان هنکاک (اوهایو)
شهرستان هنکاک، اوهایو (به انگلیسی: Hancock County, Ohio) یک شهرستان در ایالات متحده آمریکا است که در اوهایو واقع شده‌است.